# Instytut Żabotyńskiego
Instytut Żabotyńskiego w Izraelu (hebr. מכון ז'בוטינסקי; ang. The Jabotinsky Institute In Israel) – instytut, ośrodek badawczy, muzeum oraz biblioteka z siedzibą w osiedlu Lew ha-Ir, w mieście Tel Awiw, w Izraelu. Został on utworzony w celu zachowania dziedzictwa kulturowego Ze’ewa Żabotyńskiego, przywódcy syjonizmu rewizjonistycznego.
Instytut gromadzi dokumenty, publikacje i zdjęcia związane z osobą Żabotyńskiego i ruchu rewizjonistycznego.

## Położenie

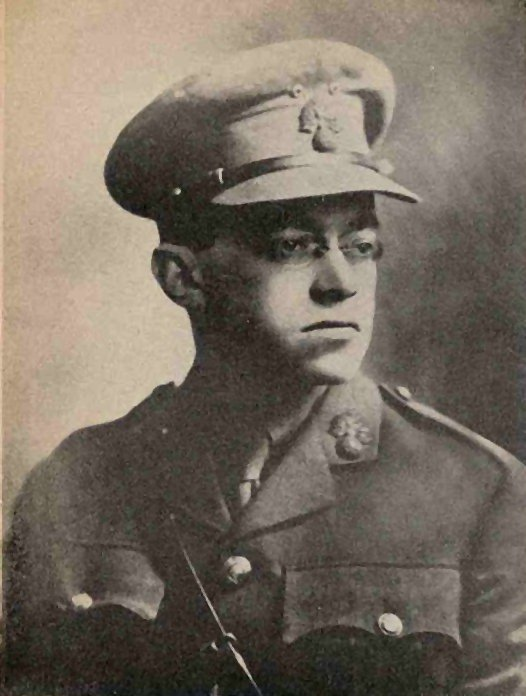
Ze’ew Żabotyński w mundurze Legionu Żydowskiego

Instytut ma swoją siedzibę w biurowcu Mecudat Ze’ew w osiedlu Lev Halr, w centrum miasta Tel Awiw. W jego bezpośrednim sąsiedztwie znajduje się Park Meir.

## Historia
Początki Instytut sięgają 1933, kiedy to dr medycyny Joseph Bell rozpoczął gromadzenie materiałów na temat działalności syjonistycznego ruchu rewizjonistycznego. Oficjalne założenie Instytut nastąpiło w 1937. Była to najważniejsza instytucja ruchu będąca centralnym archiwum, w którym gromadzono kopie wszystkich wydawanych publikacji. Czasem nazywano go nazwą „Muzeum R”.
Początek działalności był skromny. Początkowo Instytut działał jako laboratorium w przychodni zdrowia przy ulicy Nahalat Binjamin 44 w Tel Awiwie. Później przeniósł się do siedziby młodzieżowego syjonistycznego ruchu rewizjonistycznego Bejtar (hebr. בית"ר) przy ulicy King George 38. Gdy w 1947 brytyjskie władze Mandatu Palestyny uznały żydowskie organizacje paramilitarne za nielegalne, zmieniono nazwę „Muzeum R” na „Instytut Żabotyńskiego” i zdołano uzyskać zezwolenie na legalną działalność.
Po powstaniu niepodległego państwa Izraela w 1948, Instytut kontynuował swoją działalność. W 1958 został uznany za oficjalne archiwum publiczne.

## Działalność
Przez wszystkie lata swojego istnienia Instytut rozszerzał swoją działalność:
- Archiwum – gromadzi, przechowuje i udostępnia do badań oraz publikacji naukowych dokumenty i zdjęcia związane z osobą Ze’ewa Żabotyńskiego oraz ruchu rewizjonistycznego. Większa część zbiorów jest udostępniana w postaci mikrofilmów. Archiwum znajduje się w bibliotece.
- Muzeum Żabotyńskiego – prezentuje dwie stałe ekspozycje poświęcone osobie Ze’ewa Żabotyńskiego i ruchu rewizjonistycznego. W muzeum odbywają się liczne seminaria dla uczniów i studentów z całego kraju.
- Wydawnictwo – Instytut samodzielnie publikuje pisma, książki, opracowania naukowe i inne publikacje związane z ruchem rewizjonistycznym.
- Komitet Akademicki – w jego skład wchodzą przedstawiciele wszystkich wyższych uczelni w Izraelu. Komitet koordynuje badania naukowe oraz omawia prace naukowe pisane przez uczniów w celu otrzymania stopni naukowych. Corocznie są przyznawane nagrody oraz stypendia dla studentów, uczniów i pracowników naukowych[1].

## Plany rozwoju
Instytut planuje wybudowanie nowej siedziby Międzynarodowego Centrum Żabotyńskiego, które będzie się znajdować w Ramat Ganie w pobliżu Uniwersytetu Żabotyńskiego.

## Dyrektorzy Instytutu
Kolejni dyrektorzy Instytutu Żabotyńskiego:
- Mosze Himmelfarb (1952-1958)
- Aleksander Gurewitz (1958-1963)
- Jehuda Ben-Ari (1964-1980)
- Ben-Cijjon Keszet (1981-1984)
- Eli Tawin (1984-1994)
- Peleg Tamir (1994-)[1].